# Andrena pellucens
Andrena pellucens är en biart som beskrevs av Pérez 1895. Andrena pellucens ingår i släktet sandbin, och familjen grävbin. Inga underarter finns listade i Catalogue of Life.